# Hereroa glenensis
Hereroa glenensis är en isörtsväxtart som först beskrevs av Nicholas Edward Brown, och fick sitt nu gällande namn av L. Bol. Hereroa glenensis ingår i släktet Hereroa och familjen isörtsväxter. Inga underarter finns listade i Catalogue of Life.